# Ally Brooke
Ally Brooke Hernandez (* 7. července 1993 San Antonio) je americká zpěvačka, známá především jako členka dívčí skupiny Fifth Harmony.

## Životopis
Narodila se 7. července 1993 v San Antoniu v Texasu Jerrymu a Patricii Hernandezové. Má bratra Brandona. Navštěvovala křesťanskou základní školu v San Antoniu. Střední školu vystudovala pomocí domácího vzdělávání. Má hispánské kořeny.

## Kariéra
V roce 2012 se přihlásila do pěvecké soutěže X Factor.
Zazpívala píseň „On My Knees“ od současného křesťanského a latinského popového zpěváka Jaci Velasquez. Pro její kolo bootcampu zpívala proti Jullii Bullock zpívající „Knockin' on Heaven's Door“. Společně s Dinah Jane Hansen, Normani Kordei, Lauren Jauregui a Camilou Cabello byla dána do hromady a vytvořily skupinu nyní známou jako Fifth Harmony. Skupina v této soutěži skončila na třetím místě. Během 4. kola soutěže zemřel její dědeček.

## Sólová kariéra
Kromě její práce s Fifth Harmony vytvořila s DJ-duo Lost Kings písně „Look at Us Now“ spolu s americkým rapper ASAP Ferg, která byla vydána 9. června 2017. Spolupracovala s německým DJem Topicem na píseň „Perfect“, která vyšla 26. ledna 2018 spolu s hudebním videem. Zahrála v jedné epizodě 2 sezóny Famous in Love. V dubnu 2018 potvrdila, že pracuje na svém debutovém sólovém studiovém albu s producenty Jamesem Fauntleroyem a Larrangem Dopsonem. Zpívala novou píseň „Vámonos“ na fusion festivalu v Liverpoolu v Anglii dne 2. září 2018. Píseň byla zveřejněna 23. listopadu 2018 jako spolupráce s Kris Kross Amsterdamem a Messiah, Ally zpívala tuto skladbu před svým oficiálním vydáním v roce 2018 na ALMA Awards . Ona vydala cover „Last Christmas“ od Wham! 16. listopadu 2018. 20. prosince vydala sólovou píseň The Truth Is In There.
Píseň "Low Key" s Tygou vydala 31. ledna 2019 jako úvodní píseň k jejímu debutovému albu. Očekává se, že album bude vydáno někdy v roce 2020. V květnu 2019 vydala singl "Lips Don't Lie" s rapperem A Boogie wit da Hoodie. Od září do listopadu 2019 soutěžila v 28. sezóně soutěže "Dancing with the Stars" a skončila na třetím místě. V září vydala s DJ-em Matomou píseň s hudebním videm "Higher". O pár měsíců později tančila na tuto píseň v soutěži. V listopadu vydala singl "No Good".

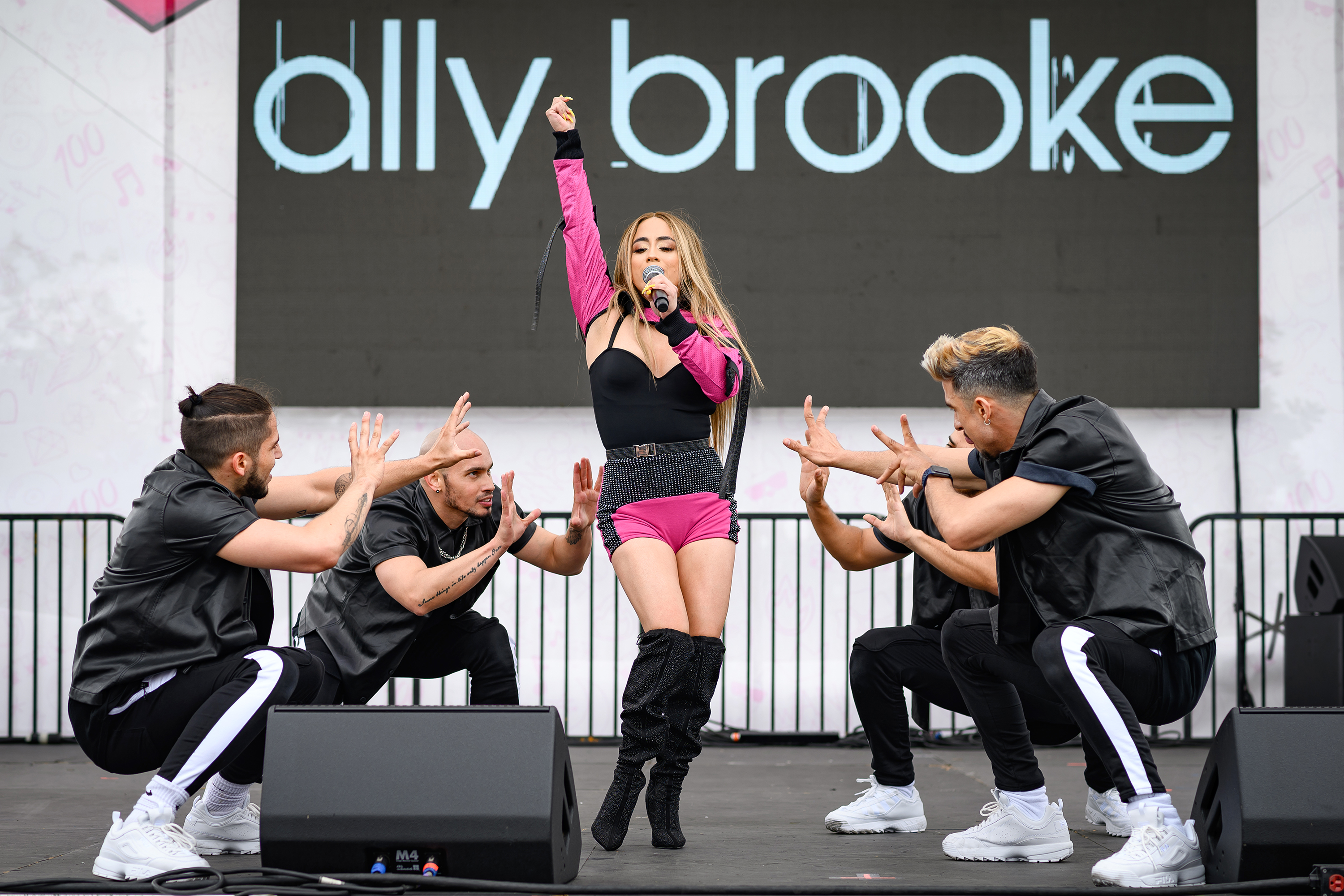
Ally vystupující v roce 2019

V lednu 2020 oznámila své turné "Time To Shine", které odstartovala 6. března 2020 v Chicagu, avšak kvůli pandemii covidu-19 bylo turné přerušeno.